# علفزارها، گرم‌دشت‌ها و درختچه‌زارهای معتدله

گستره زیست‌بوم علفزارها، گرم‌دشت‌ها و درختچه‌زارهای معتدله

علفزارها، گرم‌دشت‌ها و درختچه‌زارهای معتدله زیست‌بوم‌هایی در زمین است که پوشش گیاهی غالب آن را گندمیان یا درختچه تشکیل می‌دهد. اقلیم این زیست‌بوم‌ها از نوع معتدل بوده و از اقلیم نیمه‌خشک تا نیمه‌مرطوب متغیر است.
- دما: گرم تا فصل داغ (اغلب با فصل سرد تا یخبندان در زمستان)
- خاک: حاصل‌خیز و غنی از مواد مغذی و معدنی
- گیاهان: گندمیان، درختان یا درختچه‌ها در گرم‌دشت‌ها و درختچه‌زارها
- جانوران: جانوران بزرگ، پستان‌داران چرنده، پرندگان و خزندگان

## بوم‌ناحیه‌ها
| بوم‌ناحیه‌های علفزارها، گرم‌دشت‌ها و درختچه‌زارهای معتدله قلمرو آفریقای حاره‌ای | بوم‌ناحیه‌های علفزارها، گرم‌دشت‌ها و درختچه‌زارهای معتدله قلمرو آفریقای حاره‌ای |
| ------------------------------------------------------------------------- | ------------------------------------------------------------------------- |
| Al Hajar montane woodlands                                                | عمان، امارات متحده عربی                                                   |
| Amsterdam and Saint-Paul Islands temperate grasslands                     | جزیره آمستردام، جزیره سنت پل                                              |
| Tristan da Cunha–Gough Islands shrub and grasslands                       | تریستان دا کونا، جزیره گوف                                                |

| بوم‌ناحیه‌های علفزارها، گرم‌دشت‌ها و درختچه‌زارهای معتدله قلمرو استرالزی | بوم‌ناحیه‌های علفزارها، گرم‌دشت‌ها و درختچه‌زارهای معتدله قلمرو استرالزی |
| ------------------------------------------------------------------- | ------------------------------------------------------------------- |
| Canterbury–Otago tussock grasslands                                 | نیوزیلند                                                            |
| Southeast Australia temperate savanna                               | استرالیا                                                            |
| Southwest Australia savanna                                         | استرالیا                                                            |

| بوم‌ناحیه‌ها علفزارها، گرم‌دشت‌ها و درختچه‌زارهای معتدله قلمرو نوشمالگان | بوم‌ناحیه‌ها علفزارها، گرم‌دشت‌ها و درختچه‌زارهای معتدله قلمرو نوشمالگان |
| ------------------------------------------------------------------- | ------------------------------------------------------------------- |
| California Central Valley grasslands                                | ایالات متحده آمریکا                                                 |
| Canadian aspen forests and parklands                                | کانادا، ایالات متحده آمریکا                                         |
| Central and Southern mixed grasslands                               | ایالات متحده آمریکا                                                 |
| Central forest–grasslands transition                                | ایالات متحده آمریکا                                                 |
| Central tall grasslands                                             | ایالات متحده آمریکا                                                 |
| Columbia Plateau                                                    | ایالات متحده آمریکا                                                 |
| Edwards Plateau savanna                                             | ایالات متحده آمریکا                                                 |
| Flint Hills tall grasslands                                         | ایالات متحده آمریکا                                                 |
| Montana valley and foothill grasslands                              | ایالات متحده آمریکا                                                 |
| Nebraska Sand Hills mixed grasslands                                | ایالات متحده آمریکا                                                 |
| Northern mixed grasslands                                           | کانادا، ایالات متحده آمریکا                                         |
| Northern short grasslands                                           | کانادا، ایالات متحده آمریکا                                         |
| Northern tall grasslands                                            | کانادا، ایالات متحده آمریکا                                         |
| Palouse grasslands                                                  | ایالات متحده آمریکا                                                 |
| Texas blackland prairies                                            | ایالات متحده آمریکا                                                 |
| Western short grasslands                                            | ایالات متحده آمریکا                                                 |

| بوم‌ناحیه‌های علفزارها، گرم‌دشت‌ها و درختچه‌زارهای معتدله قلمرو نوحاره‌ای | بوم‌ناحیه‌های علفزارها، گرم‌دشت‌ها و درختچه‌زارهای معتدله قلمرو نوحاره‌ای |
| ------------------------------------------------------------------- | ------------------------------------------------------------------- |
| Argentine Espinal                                                   | آرژانتین                                                            |
| Argentine Monte                                                     | آرژانتین                                                            |
| Humid Pampas                                                        | آرژانتین، اروگوئه                                                   |
| Patagonian grasslands                                               | آرژانتین، شیلی                                                      |
| استپ‌های پاتاگونیا                                                   | آرژانتین، شیلی                                                      |
| Semi-arid Pampas                                                    | آرژانتین                                                            |

| بوم‌ناحیه‌های علفزارها، گرم‌دشت‌ها و درختچه‌زارهای معتدله قلمرو دیرین‌شمالگان | بوم‌ناحیه‌های علفزارها، گرم‌دشت‌ها و درختچه‌زارهای معتدله قلمرو دیرین‌شمالگان |
| ----------------------------------------------------------------------- | ----------------------------------------------------------------------- |
| Alai–Western Tian Shan steppe                                           | قزاقستان، تاجیکستان، ازبکستان                                           |
| Altai steppe and semi-desert                                            | قزاقستان                                                                |
| Central Anatolian steppe                                                | ترکیه                                                                   |
| Daurian forest steppe                                                   | چین، مغولستان، روسیه                                                    |
| استپ کوهستانی آناتولی شرقی                                              | ارمنستان، جمهوری آذربایجان، گرجستان، ایران، ترکیه                       |
| دره امین                                                                | چین، قزاقستان                                                           |
| Faroe Islands boreal grasslands                                         | جزایر فارو، دانمارک                                                     |
| Gissaro–Alai open woodlands                                             | قرقیزستان، تاجیکستان، ازبکستان                                          |
| Kazakh forest steppe                                                    | قزاقستان، روسیه                                                         |
| استپ قزاقستان                                                           | قزاقستان، روسیه                                                         |
| بلندی‌های قزاق                                                           | قزاقستان                                                                |
| Mongolian–Manchurian grassland                                          | چین، مغولستان، روسیه                                                    |
| سبزدشت پونتی‌خزری                                                        | قزاقستان، مولداوی، رومانی، روسیه، اوکراین، بلغارستان                    |
| Sayan Intermontane steppe                                               | روسیه                                                                   |
| Selenge–Orkhon forest steppe                                            | مغولستان، روسیه                                                         |
| South Siberian forest steppe                                            | روسیه                                                                   |
| استپ خاورمیانه                                                          | عراق، اردن، سوریه                                                       |
| Tian Shan foothill arid steppe                                          | چین، قزاقستان، قرقیزستان                                                |